# Gran Premio motociclistico d'Europa 1991
Il Gran Premio motociclistico d'Europa 1991 è stata l'ottava prova del motomondiale del 1991.
Nella stesura iniziale del calendario quale ottava prova era previsto il Gran Premio di Jugoslavia, ma la situazione politica in Jugoslavia ha obbligato la Federazione Internazionale e gli organizzatori dell'evento ad annullarlo per rimpiazzarlo con questo GP corso presso il circuito di Jarama in Spagna. Il GP, proprio in virtù di questa vicenda, sarà ufficialmente denominato come Gran Premio d'Europa - GP di Jugoslavia.
Netta vittoria nella classe 500 per lo statunitense Wayne Rainey, che infligge pesanti distacchi sia al secondo Mick Doohan (a quasi otto secondi di ritardo) ma anche al terzo Wayne Gardner (a oltre venticinque secondi dal vincitore).
Ritorno alla vittoria per Luca Cadalora nella classe 250 dopo gli ultimi due GP che l'hanno visto fuori dal podio.
Nella classe 125, seconda vittoria stagionale per Loris Capirossi, secondo posto per il compagno di squadra Fausto Gresini, con i due piloti italiani che portano una doppietta per il team AGV - Pileri Corse. Sempre in 125, da segnalare il primo podio in questa classe per il tedesco Peter Öttl (terzo al traguardo).
La gara della classe sidecar viene vinta dalla coppia Steve Webster - Gavin Simmons.

## Classe 500

### Arrivati al traguardo
| Pos. | Nº | Pilota               | Squadra                     | Motocicletta         | Giri | Tempo     | Griglia | Punti |
| ---- | -- | -------------------- | --------------------------- | -------------------- | ---- | --------- | ------- | ----- |
| 1º   | 1  | Wayne Rainey         | Marlboro Team Roberts       | Yamaha YZR 500       | 32   | 51'01.408 | 2º      | 20    |
| 2º   | 3  | Mick Doohan          | Rothmans Honda              | Honda NSR 500        | 32   | +7.647    | 3º      | 17    |
| 3º   | 5  | Wayne Gardner        | Rothmans Honda              | Honda NSR 500        | 32   | +25.917   | 5º      | 15    |
| 4º   | 34 | Kevin Schwantz       | Lucky Strike Suzuki         | Suzuki RGV Γ 500     | 32   | +33.315   | 1º      | 13    |
| 5º   | 19 | John Kocinski        | Marlboro Team Roberts       | Yamaha YZR 500       | 32   | +40.316   | 4º      | 11    |
| 6º   | 6  | Juan Garriga         | Ducados Yamaha              | Yamaha YZR 500       | 32   | +43.032   | 7º      | 10    |
| 7º   | 8  | Jean-Philippe Ruggia | Yamaha Sonauto Mobil 1      | Yamaha YZR 500       | 32   | +48.202   | 9º      | 9     |
| 8º   | 20 | Adrien Morillas      | Yamaha Sonauto Mobil 1      | Yamaha YZR 500       | 32   | +1'12.257 | 12º     | 8     |
| 9º   | 21 | Doug Chandler        | Team Roberts Yamaha Castrol | Yamaha YZR 500       | 32   | +1'17.265 | 8º      | 7     |
| 10º  | 27 | Didier de Radiguès   | Lucky Strike Suzuki         | Suzuki RGV Γ 500     | 32   | +1'17.750 | 10º     | 6     |
| 11º  | 10 | Sito Pons            | Campsa Honda                | Honda NSR 500        | 32   | +1'18.120 | 13º     | 5     |
| 12º  | 17 | Eddie Laycock        | Millar Racing               | Yamaha YZR 500       | 31   | +1 giro   | 11º     | 4     |
| 13º  | 16 | Cees Doorakkers      | HEK-Bauwmachines            | Honda RS 500         | 30   | +2 giri   | 15º     | 3     |
| 14º  | 32 | Michael Rudroff      | R.S. RallyeSport            | Honda RS 500         | 30   | +2 giri   | 16º     | 2     |
| 15º  | 13 | Nicholas Schmassman  | Technotron                  | Honda RS 500         | 30   | +2 giri   | 17º     | 1     |
| 16º  | 36 | Hans Becker          | Romero Racing               | Hummel-Yamaha TZ 358 | 30   | +2 giri   | 18º     |       |
| 17º  | 38 | Josef Doppler        | Doppler Racing              | Yamaha YZR 500       | 30   | +2 giri   | 19º     |       |

### Ritirati
| Nº | Pilota           | Squadra          | Motocicletta  | Giri | Griglia |
| -- | ---------------- | ---------------- | ------------- | ---- | ------- |
| 7  | Eddie Lawson     | Cagiva           | Cagiva C591   | 21   | 6º      |
| 11 | Marco Papa       | Cagiva           | Cagiva C591   | 10   | 14º     |
| 37 | Simon Buckmaster | Padgett's Racing | Suzuki RG 500 | 10   | 20º     |
| 23 | Andreas Leuthe   | Librenti Corse   | Suzuki RG 500 | 2    | 21º     |

## Classe 250

### Arrivati al traguardo
| Pos. | Nº | Pilota                    | Squadra                      | Motocicletta | Giri | Tempo     | Griglia | Punti |
| ---- | -- | ------------------------- | ---------------------------- | ------------ | ---- | --------- | ------- | ----- |
| 1º   | 3  | Luca Cadalora             | Rothmans-Kanemoto Honda      | Honda        | 27   | 44'08.875 | 1º      | 20    |
| 2º   | 4  | Helmut Bradl              | HB Honda Racing Team Germany | Honda        | 27   | +4.590    | 2º      | 17    |
| 3º   | 2  | Carlos Cardús             | Repsol Honda - Cardús        | Honda        | 27   | +10.740   | 3º      | 15    |
| 4º   | 5  | Wilco Zeelenberg          | Sharp Sanson - Bieffe        | Honda        | 27   | +17.957   | 5º      | 13    |
| 5º   | 13 | Loris Reggiani            | Aprilia Unlimited Jeans      | Aprilia      | 27   | +25.878   | 8º      | 11    |
| 6º   | 7  | Masahiro Shimizu          | Ajinomoto Honda - HRC        | Honda        | 27   | +31.814   | 10º     | 10    |
| 7º   | 20 | Doriano Romboni           | HB Honda Racing Team Italy   | Honda        | 27   | +40.640   | 6º      | 9     |
| 8º   | 8  | Jochen Schmid             | Schuh-Zwafink Racing         | Honda        | 27   | +42.065   | 7º      | 8     |
| 9º   | 6  | Martin Wimmer             | Lucky Strike Suzuki          | Suzuki       | 27   | +53.297   | 9º      | 7     |
| 10º  | 17 | Paolo Casoli              | Team Agostini - API          | Yamaha       | 27   | +53.500   | 11º     | 6     |
| 11º  | 57 | Katsuyoshi Kozono         | JHA Racing                   | Honda        | 27   | +57.326   |         | 5     |
| 12º  | 10 | Dominique Sarron          | Gallina - Compagnucci        | Yamaha       | 27   | +1'15.026 | 12º     | 4     |
| 13º  | 18 | Andreas Preining          | ÖKM-Aprilia - SK Vöst        | Aprilia      | 27   | +1'15.776 |         | 3     |
| 14º  | 51 | Jean Pierre Jeandat       | Rothmans Honda France        | Honda        | 27   | +1'16.247 |         | 2     |
| 15º  | 69 | Frédéric Protat           | FP Moto                      | Aprilia      | 27   | +1'41.249 |         | 1     |
| 16º  | 22 | Stefano Pennese           |                              | Aprilia      | 26   | +1 giro   |         |       |
| 17º  | 65 | Erkka Korpiaho            |                              | Aprilia      | 26   | +1 giro   |         |       |
| 18º  | 47 | Urs Jücker                |                              | Yamaha       | 26   | +1 giro   |         |       |
| 19º  | 30 | Harald Eckl               |                              | Aprilia      | 26   | +1 giro   |         |       |
| 20º  | 34 | Patrick van den Goorbergh |                              | Yamaha       | 26   | +1 giro   |         |       |
| 21º  | 48 | Ian Newton                |                              | Yamaha       | 26   | +1 giro   |         |       |
| 22º  | 21 | Leon van der Heijden      |                              | Honda        | 26   | +1 giro   |         |       |
| 23º  | 49 | Eskil Suter               |                              | Aprilia      | 26   | +1 giro   |         |       |

### Ritirati
| Nº | Pilota              | Motocicletta | Giri | Griglia |
| -- | ------------------- | ------------ | ---- | ------- |
| 11 | Àlex Crivillé       | JJ Cobas     | 22   | 13º     |
| 36 | Jean Foray          | Yamaha       | 13   |         |
| 9  | Pierfrancesco Chili | Aprilia      | 10   | 4º      |
| 33 | Stefan Prein        | Honda        | 9    |         |
| 32 | Bernard Haenggeli   | Aprilia      | 8    |         |
| 43 | Fausto Ricci        | Yamaha       | 8    |         |
| 19 | Marcellino Lucchi   | Aprilia      | 8    | 15º     |
| 27 | Renzo Colleoni      | Aprilia      | 5    |         |
| 60 | Massimiliano Biaggi | Aprilia      | 4    |         |
| 70 | Daniel Amatriaín    | Aprilia      | 1    | 24º     |
| 45 | Corrado Catalano    | Honda        | 0    |         |

### Non partito
| Nº | Pilota       | Motocicletta |
| -- | ------------ | ------------ |
| 16 | Alberto Puig | Yamaha       |

## Classe 125

### Arrivati al traguardo
| Pos. | Nº | Pilota              | Squadra                     | Motocicletta | Giri | Tempo     | Griglia | Punti |
| ---- | -- | ------------------- | --------------------------- | ------------ | ---- | --------- | ------- | ----- |
| 1º   | 1  | Loris Capirossi     | AGV - Pileri Corse          | Honda        | 24   | 41'51.704 | 4º      | 20    |
| 2º   | 7  | Fausto Gresini      | AGV - Pileri Corse          | Honda        | 24   | +5.534    | 7º      | 17    |
| 3º   | 22 | Peter Öttl          | AGV Racing Team Deutschland | Bakker-Rotax | 24   | +8.596    | 5º      | 15    |
| 4º   | 5  | Jorge Martínez      | Metraux-Coronas             | Honda        | 24   | +9.531    | 6º      | 13    |
| 5º   | 4  | Dirk Raudies        | Schuh HB Honda Racing       | Honda        | 24   | +9.938    | 9º      | 11    |
| 6º   | 28 | Ralf Waldmann       | Schuh-Zwafink Honda Racing  | Honda        | 24   | +10.041   | 3º      | 10    |
| 7º   | 11 | Adi Stadler         | RS RallyeSport GmbH         | JJ Cobas     | 24   | +12.588   | 10º     | 9     |
| 8º   | 42 | Herri Torrontegui   | Herri Racing                | JJ Cobas     | 24   | +12.588   | 13º     | 8     |
| 9º   | 66 | Luis Alvaro         | Derbi GP Team               | Derbi        | 24   | +26.406   | 8º      | 7     |
| 10º  | 14 | Julián Miralles     | Coronas Racing              | JJ Cobas     | 24   | +27.239   | 15º     | 6     |
| 11º  | 27 | Gimmi Bosio         | HB Italy - Gilera Club      | Honda        | 24   | +29.064   |         | 5     |
| 12º  | 73 | Kin'ya Wada         | ICM Racing Associates       | Honda        | 24   | +36.462   |         | 4     |
| 13º  | 3  | Bruno Casanova      | Semprucci IDM               | Honda        | 24   | +37.264   |         | 3     |
| 14º  | 35 | Kazuto Sakata       | ELF Kepla - Meiko           | Honda        | 24   | +37.278   |         | 2     |
| 15º  | 41 | Alain Bronec        | Ville de Thiers             | Honda        | 24   | +37.404   |         | 1     |
| 16º  | 2  | Hans Spaan          |                             | Honda        | 24   | +37.910   | 12º     |       |
| 17º  | 9  | Alessandro Gramigni |                             | Aprilia      | 24   | +37.978   | 11º     |       |
| 18º  | 12 | Gabriele Debbia     |                             | Aprilia      | 24   | +38.205   | 14º     |       |
| 19º  | 29 | Peter Galvin        |                             | Honda        | 24   | +38.500   |         |       |
| 20º  | 10 | Heinz Lüthi         |                             | Honda        | 24   | +42.283   |         |       |
| 21º  | 47 | Oliver Petrucciani  |                             | Aprilia      | 24   | +53.544   |         |       |
| 22º  | 40 | Johnny Wickström    |                             | JJ Cobas     | 24   | +1'02.878 |         |       |
| 23º  | 15 | Maurizio Vitali     |                             | Gazzaniga    | 24   | +1'03.293 |         |       |
| 24º  | 43 | Manuel Hernández    |                             | Honda        | 24   | +1'04.360 | 28º     |       |
| 25º  | 67 | Jaime Mariano       |                             | JJ Cobas     | 24   | +1'04.513 | 32º     |       |
| 26º  | 46 | Arie Molenaar       |                             | Honda        | 24   | +1'11.580 |         |       |
| 27º  | 63 | Stefan Kurfiss      |                             | Honda        | 24   | +1'23.120 |         |       |
| 28º  | 20 | Hisashi Unemoto     |                             | Honda        | 24   | +1'24.353 |         |       |

### Ritirati
| Nº | Pilota           | Motocicletta | Griglia |
| -- | ---------------- | ------------ | ------- |
| 56 | Noboru Ueda      | Honda        | 2º      |
| 62 | Ian McConnachie  | Honda        |         |
| 45 | Thierry Feuz     | Honda        |         |
| 17 | Steve Patrickson | Honda        |         |
| 70 | Stefan Brägger   | Honda        |         |
| 51 | Nobuyuki Wakai   | Honda        |         |
| 18 | Robin Appleyard  | Honda        |         |
| 6  | Ezio Gianola     | Derbi        | 1º      |

### Non qualificati
| Nº | Pilota        | Motocicletta |
| -- | ------------- | ------------ |
| 69 | René Dünki    | Honda        |
| 61 | Serafino Foti | Honda        |
| 48 | Taru Rinne    | Honda        |

## Classe sidecar

### Arrivati al traguardo (posizioni a punti)
| Pos. | Pilota             | Passeggero      | Costruttore   | Giri | Tempo     | Griglia | Punti |
| ---- | ------------------ | --------------- | ------------- | ---- | --------- | ------- | ----- |
| 1º   | Steve Webster      | Gavin Simmons   | LCR - Krauser | 20   | 33'53.056 | 1º      | 20    |
| 2º   | Alain Michel       | Simon Birchall  | LCR - Krauser | 20   | +6.165    |         | 17    |
| 3º   | Steve Abbott       | Shaun Smith     | LCR - Krauser | 20   | +9.290    |         | 15    |
| 4º   | Rolf Biland        | Kurt Waltisperg | LCR - Honda   | 20   | +12.086   |         | 13    |
| 5º   | Paul Güdel         | Thomas Böttcher | LCR - Krauser | 20   | +12.771   |         | 11    |
| 6º   | Ralph Bohnhorst    | Bruno Hiller    | LCR - Krauser |      |           |         | 10    |
| 7º   | Masato Kumano      | Eckart Rösinger | LCR - Yamaha  |      |           |         | 9     |
| 8º   | Yoshisada Kumagaya | Brian Houghton  | LCR - Krauser |      |           |         | 8     |
| 9º   | Egbert Streuer     | Pete Essaf      | LCR - Krauser |      |           |         | 7     |
| 10º  | Markus Egloff      | Urs Egloff      | SMS - Krauser |      |           |         | 6     |
| 11º  | Theo van Kempen    | Geral de Haas   | LCR - Krauser |      |           |         | 5     |
| 12º  | René Progin        | Gary Irlam      | LCR - Krauser |      |           |         | 4     |
| 13º  | Barry Brindley     | Scott Whiteside | LCR - Krauser |      |           |         | 3     |
| 14º  | Gary Thomas        | Rinie Bettgens  | LCR - Krauser |      |           |         | 2     |

## Fonti e bibliografia
1. 1 2 3 4   Giancarlo Di Filippo, Capirossi-Cadalora, colpo doppio, su archiviolastampa.it, 17 giugno 1991,  p. 13.
2. 1 2 3 4   Carlo Braccini, I gemelli irresistibili (PDF), su archiviostorico.unita.it, 17 giugno 1991,  p. 26 (archiviato dall'url originale il 4 marzo 2016).
3. ↑  (FR) RAINEY MET LA GOMME CADALORA ET CAPRIROSSI REDRESSENT L'ECHINE, su archives.lesoir.be, 17 giugno 1991.

- El Mundo Deportivo del 16 giugno 1991, pag. 50 e del 17 giugno 1991. pagg. da 39 a 41, su hemeroteca.mundodeportivo.com.
- Motorcycle Racing Heroes of the Past, su highsider.com.